# Konrad Bloch
Konrad Emil Bloch (21. siječnja 1912. - 15. listopada 2000.) bio je njemački biokemičar, židovskog podrijetla, koji je najveći dio svog života proveo u SADu. U SAD je prebjegao 1936.g. preko Švicarske iz nacističke Njemačke. 
Bloch je 1964.g. podijelio Nobelovu nagradu za fiziologiju ili medicinu s Feodor Lynenom, za otkrića vezna za mehanizam i regulaciju metabolizma kolesterola i masnih kiselina.

## Vanjske poveznice
- Nobelova nagrada - životopis